# Start-Up (serie de televisión)
Start-Up (Hangul: 스타트업; RR: Seutateueob), es una serie de televisión surcoreana transmitida del 17 de octubre de 2020 hasta el 6 de diciembre de 2020, a través de tvN.

## Sinopsis
Ambientada en una incubadora de empresas ficticia de Corea del Sur llamada Sandbox, Start-Up cuenta la historia de varias personas sumergidas en el mundo de las empresas emergentes.
Seo Dal-mi (Bae Suzy) es una joven brillante y ambiciosa que sueña con convertirse en el Steve Jobs de Corea. Dal-mi no tiene una formación elegante, pero le apasiona su trabajo. Tiene una energía brillante y es una persona de gran vitalidad, con experiencia en una amplia gama de trabajos a tiempo parcial.
Nam Do-san (Nam Joo-hyuk), es el fundador de Samsan Tech. Do-san, un «genio de las matemáticas» cuando era niño, fue una vez el orgullo de su familia, pero ahora se convirtió en su vergüenza, ya que su negocio se ha ido abajo durante los últimos dos años. Se entera de que Dal-mi lo recuerda erróneamente como su primer amor, por lo que decide avanzar con la esperanza de convertir ese malentendido en realidad.

## Reparto[8]

### Personajes principales[9][10]
| Actor                      | Personaje      | N.º de episodios | Notas |
| -------------------------- | -------------- | ---------------- | --- |
| Suzy Heo Jung-eun          | Seo Dal-mi     | 16 1, 3-4        | Es la hermana de Won In-jae, una joven con una gran vitalidad que sueña con convertirse en el Steve Jobs de Corea. Es una aventurera que no posee mucho, pero que ha creado un gran plan para ella: poder abrir su propio negocio, por lo que debe juntar máxmino $90k para poder hacerlo, debido a esto Dal-mi abandona la universidad y comienza a tomar una gran variedad de trabajos de medio tiempo. Cuando conoce a Nam Do-san comienza a enamorarse de él. |
| Nam Joo-hyuk Kim Kang-hoon | Nam Do-san     | 16 1, 5          | Es el fundador de "Samsan Tech". Alguna vez fue el orgullo de su familia como un genio de las matemáticas, sin embargo durante los últimos dos años, las inversiones de su empresa no han prosperado. Do-san decide comenzar una nueva empresa con la esperanza de convertir los sueños de Seo Dal-mi en realidad. |
| Kim Seon-ho Nam Da-reum    | Han Ji-pyung   | 16 1-2           | Es un hombre que comienza una nueva empresa para pagar su deuda. Ahora como un alto líder del equipo de "SH Venture Investment Firm", sus asombrosas habilidades de inversión y su lengua afilada le han ganado el apodo del "Gordon Ramsay de las inversiones". A pesar de que para la mayoría de las personas es irritante, se suaviza cuando se encuentra con una persona especial para él, quien lo ayudó en el pasado. |
| Kang Han-na Lee Re         | Seo/Won In-jae | 16 1             | Es la hermana de Seo Dal-mi, una CEO que tiene todo lo que la sociedad respeta: una gran formación académica, apariencia atractiva y dinero. A pesar de esto In-jae considera que historia como chaebol de segunda generación es una debilidad, por lo que hace todo lo posible para crear su propio éxito a base de esfuerzo, para poder ser reconocida por sus habilidades. Sin embargo cuando termina siendo utilizada y puesta a un lado por su padre, decide dejar de ser una pieza desechable en el tablero de ajedrez de su familia y decide lanzarse al startup. |

### Personajes secundarios
| Actor          | Personaje       | N.º de episodios | Notas |
| -------------- | --------------- | ---------------- | --- |
| Kim Do-wan     | Kim Yong-san    | -                | Es un ingeniero de software, amigo y socio de Nam Do-san. |
| Yoo Soo-bin    | Lee Cheol-san   | -                | Es un ingeniero de software, amigo y socio de Nam Do-san. |
| Kim Hee-jung   | Park Geum-jung  | -                | Es la madre de Nam Do-san y esposa de Nam Sung-hwan. |
| Kim Won-hae    | Nam Sung-hwan   | -                | Es el padre de Nam Do-san. |
| Jang Se-hyun   | Nam Cheon-ho    | -                | Es el primo de Nam Do-san y hermano de Nam Sung-hwan. |
| Kim Hae-sook   | Choi Won-deok   | -                | Es la abuela de Won In-jae y Seo Dal-mi. |
| Song Sun-mi    | Cha A-hyun      | -                | Es la madre de Won In-jae y Seo Dal-mi, así como la exesposa de Seo Chung-myung. Después de separarse de Chung-myung se casa con el rico Won Doo-jung.                                              |
| Uhm Hyo-seop   | Won Doo-jung    | -                | Es el esposo de Cha A-hyun, así como el padrastro de Won In-jae y Seo Dal-mi. |
| Seo Yi-sook    | Yoon Sun-hak    | -                | Es miembro de SH Venture Capital. |
| Kim Min-seok   | Park Dong-cheon | -                | Es un compañero de trabajo de Han Ji-pyung. |
| Moon Dong-hyuk | Won Sang-soo    | -                | Es el hermanastro de Seo In-jae y Seo Dal-mi. |
| Stephanie Lee  | Jung Sa-ha      | -                | Es una diseñadora y modelo con una belleza natural y fuerza física. Es una persona multifacética que se especializó en arte y se graduó de la facultad de derecho.                                  |
| Jasper Cho     | Alex Kwon       | -                | Es el director de la asociación global llamada Coda, un portal global. Es un estudiante talentoso que se graduó del departamento de ingeniería informática, que se unió a Coda a una edad temprana. |

### Otros personajes
| Actor           | Personaje  | N.º de episodios | Notas                                                   |
| --------------- | ---------- | ---------------- | ------------------------------------------------------- |
| Kang You-seok   | Shin-hyeon | -                | [ 26 ]                                                  |
| Song Ho-soo     | -          | -                |                                                         |
| Jung Ji-hyun    | -          | 2                | Es una barista.                                         |
| Bae Bo-ram      | -          | 2                | Es una barista.                                         |
| Choi Yeon-seol  | -          | 2                | Es una camarera del hotel.                              |
| Yoon Seo-hyun   | -          | 2                | Es el gerente de recursos humanos.                      |
| Cho A-ra        | Jung       | 2                | Es una asistente de dirección.                          |
| Ji Sung-keun    | -          | 1                | Es un pasajero del autobús.                             |
| Ahn Soo-bin     | Lee Min-ji | 1                |                                                         |
| Yoo Mi-ran      | -          | 1                | Es una agente de bienes raíces.                         |
| Park Young-soo  | -          | 1                | Es un agente de bienes raíces.                          |
| Park Choong-sun | -          | 1                | Es el gerente del comercio y construcción de Il Cheung. |
| Kim Jong-ho     | -          | 1                | Es un empleado.                                         |

### Apariciones especiales
| Actor         | Personaje                          | Episodio donde apareció | Notas                                                        |
| ------------- | ---------------------------------- | ----------------------- | ------------------------------------------------------------ |
| Kim Joo-heon  | Seo Chung-myung                    | 1, 4                    | Es el padre de Won In-jae y Seo Dal-mi.                      |
| Yeo Jin-goo   | Jang Young-shil (voz) Hong Ji-seok | - 16                    | Hong Ji-seok es un huérfano que es patrocinado por Start-Up. |
| Kim Ji-in     | Seo-hyun                           | 2-3                     | Es una empleada en "Lucca The Tea".                          |
| Moon Se-yoon  | -                                  | 7                       | Es un guardia de seguridad.                                  |
| Park Chan-ho  | Park Chan-ho                       | 8, 12                   | Es el deportista favorito de Nam Do-san.                     |
| Bae Hae-sun   | Lee Hye-won                        | 8                       | Es la líder del equipo en "Seonjoo Life Insurance".          |
| Yang Dae-hyuk | Choi Yang-won                      | 9-10                    | Es un reportero.                                             |
| Lee Bo-young  | -                                  | 10                      | Es una mujer en el pub.                                      |

## Episodios
La serie está conformada por 16 episodios, los cuales fueron emitidos todos los sábados y domingos a las 21:00 (KST).

### Índices de audiencia
La serie obtuvo una calificación nacional promedio de 4.4 por ciento y un pico de 5.0 por ciento para su estreno.
Los números en color rojo indican las calificaciones más bajas, mientras que los números en azul indican las calificaciones más altas.
| N.º      | Parte    | Título                       | Fecha de emisión        | Participación promedio de audiencia | Participación promedio de audiencia | Ref.   |
| N.º      | Parte    | Título                       | Fecha de emisión        | AGB Nielsen                         | AGB Nielsen                         | Ref.   |
| N.º      | Parte    | Título                       | Fecha de emisión        | Nacional                            | Seúl                                | Ref.   |
| -------- | -------- | ---------------------------- | ----------------------- | ----------------------------------- | ----------------------------------- | ------ |
| 1        | 1        | Start-up                     | 17 de octubre de 2020   | 4.278% (2.º)                        | 4.416% (2.º)                        | [ 31 ] |
| 1        | 2        | Start-up                     | 17 de octubre de 2020   | 4.495% (1.º)                        | 4.553% (1.º)                        | [ 31 ] |
| 2        | 1        | Familia, amigos e idiotas    | 18 de octubre de 2020   | 4.208% (2.º)                        | 4.585% (2.º)                        | [ 32 ] |
| 2        | 2        | Familia, amigos e idiotas    | 18 de octubre de 2020   | 4.361% (1.º)                        | 4.666% (1.º)                        | [ 32 ] |
| 3        | 1        | Ángel                        | 24 de octubre de 2020   | 4.789% (1.º)                        | 5.383% (1.º)                        | [ 33 ] |
| 3        | 2        | Ángel                        | 24 de octubre de 2020   | 4.468% (2.º)                        | 5.042% (2.º)                        | [ 33 ] |
| 4        | 1        | Cajón de arena               | 25 de octubre de 2020   | 4.334% (2.º)                        | 5.010% (1.º)                        | [ 34 ] |
| 4        | 2        | Cajón de arena               | 25 de octubre de 2020   | 4.761% (2do)                        | 5.696% (1.º)                        | [ 34 ] |
| 5        | 1        | Hackatón                     | 31 de octubre de 2020   | 4.274% (2.º)                        | 4.861% (2.º)                        | [ 35 ] |
| 5        | 2        | Hackatón                     | 31 de octubre de 2020   | 5.424% (1.º)                        | 6.061% (1.º)                        | [ 35 ] |
| 6        | 1        | Persona clave                | 1 de noviembre de 2020  | 4.136% (2.º)                        | 4.257% (3.º)                        |        |
| 6        | 2        | Persona clave                | 1 de noviembre de 2020  | 4.741% (1.º)                        | 4.880% (1.º)                        |        |
| 7        | 1        | Flujo de caja negativo       | 7 de noviembre de 2020  | 4.521% (2.º)                        | 5.227% (2.º)                        | [ 36 ] |
| 7        | 2        | Flujo de caja negativo       | 7 de noviembre de 2020  | 5.065% (1.º)                        | 5.952% (1.º)                        | [ 36 ] |
| 8        | 1        | Copia de seguridad           | 8 de noviembre de 2020  | 3.821% 4.º)                         | 4.113% (2.º)                        |        |
| 8        | 2        | Copia de seguridad           | 8 de noviembre de 2020  | 4.544% (1.º)                        | 5.031% (1.º)                        |        |
| 9        | 1        | Riesgo                       | 14 de noviembre de 2020 | 4.879% (2.º)                        | 5.718% (2.º)                        | [ 37 ] |
| 9        | 2        | Riesgo                       | 14 de noviembre de 2020 | 5.145% (1.º)                        | 5.946% (1.º)                        | [ 37 ] |
| 10       | 1        | Día de demostración          | 15 de noviembre de 2020 | 3.954% (2.º)                        | 4.433% (2.º)                        |        |
| 10       | 2        | Día de demostración          | 15 de noviembre de 2020 | 4.352% (1.º)                        | 4.839% (1.º)                        |        |
| 11       | 1        | Salida                       | 21 de noviembre de 2020 | 4.130% (2.º)                        | 4.582% (2.º)                        |        |
| 11       | 2        | Salida                       | 21 de noviembre de 2020 | 4.799% (1.º)                        | 5.462% (1.º)                        |        |
| 12       | 1        | Acqhire                      | 22 de noviembre de 2020 | 4.270% (2.º)                        | 4.814% (2.º)                        |        |
| 12       | 2        | Acqhire                      | 22 de noviembre de 2020 | 5.079% (1.º)                        | 5.671% (1.º)                        |        |
| 13       | 1        | Zona de confort              | 28 de noviembre de 2020 | 4.666% (2.º)                        | 5.278% (2.º)                        | [ 39 ] |
| 13       | 2        | Zona de confort              | 28 de noviembre de 2020 | 5.151% (1.º)                        | 6.023% (1.º)                        | [ 39 ] |
| 14       | 1        | Discurso de ascensor         | 29 de noviembre de 2020 | 4.573% (2.º)                        | 5.041% (2.º)                        |        |
| 14       | 2        | Discurso de ascensor         | 29 de noviembre de 2020 | 5.255% (1.º)                        | 5.965% (1.º)                        |        |
| 15       | 1        | PMV (producto mínimo viable) | 5 de diciembre de 2020  | 4.382% (3.º)                        | 4.357% (3.º)                        | [ 40 ] |
| 15       | 2        | PMV (producto mínimo viable) | 5 de diciembre de 2020  | 4.980% (2.º)                        | 5.483% (2.º)                        | [ 40 ] |
| 16       | 1        | Expandir                     | 6 de diciembre de 2020  | 4.841% (3.º)                        | 5.187% (3.º)                        | [ 41 ] |
| 16       | 2        | Expandir                     | 6 de diciembre de 2020  | 5.187% (2.º)                        | 5.415% (2.º)                        | [ 41 ] |
| Promedio | Promedio | Promedio                     | Promedio                | 4.629%                              | 5.415%                              | -      |

## Música[42]
El OST de la serie está conformado por las siguientes canciones:

### Parte 1
| Año | Intérpretes | Canción        | Letra                  | Música               | Notas |
| --- | ----------- | -------------- | ---------------------- | -------------------- | ----- |
| 1   | Red Velvet  | Future (미래)  | Taibian y Park Se-joon | Taibian, Bark y YESY | 3:36  |
| 2   |             | Future (Inst.) |                        | Taibian, Bark y YESY | 3:36  |

### Parte 2
| Año | Intérprete      | Canción               | Letra                  | Música                          | Notas |
| --- | --------------- | --------------------- | ---------------------- | ------------------------------- | ----- |
| 1   | Jung Seung-hwan | "Day & Night"         | Taibian y Park Se-joon | Seo Dong-hwan y Jung Seung-hwan | 4:21  |
| 2   |                 | "Day & Night" (Inst.) |                        | Seo Dong-hwan y Jung Seung-hwan | 4:21  |

### Parte 3
| Año | Intérprete | Canción                  | Letra                                   | Música                                    | Notas |
| --- | ---------- | ------------------------ | --------------------------------------- | ----------------------------------------- | ----- |
| 1   | Kim Feel   | "One Day" (어느 날 우리) | Hwang Seok-joo, Han Joon y Park Se-joon | Seo Jae-ha, Kim Young-sung y Park Se-joon | 4:00  |
| 2   |            | "One Day" (Inst.)        |                                         | Seo Jae-ha, Kim Young-sung y Park Se-joon | 4:00  |

### Parte 4
| Año | Intérpretes                             | Canción          | Letra                                                    | Música                                                       | Notas |
| --- | --------------------------------------- | ---------------- | -------------------------------------------------------- | ------------------------------------------------------------ | ----- |
| 1   | Seunghee, Jiho y Binnie (de Oh My Girl) | "I Know"         | Choi Ji-san, Han Kyung-soo, Lee Hyun-sang y Park Se-joon | Han Kyung-soo, Choi Ji-san, Choi Han-sol, Kim Hwan y VioletK | 3:18  |
| 2   |                                         | "I Know" (Inst.) |                                                          | Han Kyung-soo, Choi Ji-san, Choi Han-sol, Kim Hwan y VioletK | 3:18  |

### Parte 5
| Año | Intérprete         | Canción           | Letra                                                   | Música                                                                       | Notas |
| --- | ------------------ | ----------------- | ------------------------------------------------------- | ---------------------------------------------------------------------------- | ----- |
| 1   | Gaho (Kang Dae-ho) | "Running"         | Yoon Kyung-won, Choi Seul-gi, Ahn Ji-soo y Park Se-joon | CR Kim, Kim Soo-bin (de Aiming), Lee Seung-hyun (de Aiming) y Kim Dong-young | 3:18  |
| 2   |                    | "Running" (Inst.) |                                                         | CR Kim, Kim Soo-bin (de Aiming) Lee Seung-hyun (de Aiming) y Kim Dong-young  | 3:18  |

### Parte 6
| Año | Intérpretes | Canción                  | Letra                  | Música               | Notas |
| --- | ----------- | ------------------------ | ---------------------- | -------------------- | ----- |
| 1   | 10cm        | "Where Is Dream"         | Taibian y Park Se-joon | Taibian, Bark y YESY | 3:04  |
| 2   |             | "Where Is Dream" (Inst.) |                        | Taibian, Bark y YESY | 3:04  |

### Parte 7
| Año | Intérpretes | Canción           | Letra                                        | Música                         | Notas |
| --- | ----------- | ----------------- | -------------------------------------------- | ------------------------------ | ----- |
| 1   | Davichi     | "My Love"         | Captain Planet, Han Kyung-soo y Park Se-joon | Captain Planet y Han Kyung-soo | 3:17  |
| 2   |             | "My Love" (Inst.) |                                              | Captain Planet y Han Kyung-soo | 3:17  |

### Parte 8
| Año | Intérprete | Canción                               | Letra                                        | Música                         | Notas |
| --- | ---------- | ------------------------------------- | -------------------------------------------- | ------------------------------ | ----- |
| 1   | Cheeze     | "Even For A Moment" (우연히 잠시라도) | Captain Planet, Han Kyung-soo y Park Se-joon | Captain Planet y Han Kyung-soo | 3:50  |
| 2   |            | "Even For A Moment" (Inst.)           |                                              | Captain Planet y Han Kyung-soo | 3:50  |

### Parte 9
| Año | Intérprete | Canción             | Letra                        | Música                                                             | Notas |
| --- | ---------- | ------------------- | ---------------------------- | ------------------------------------------------------------------ | ----- |
| 1   | Ailee      | "Blue Bird"         | Han Kyung-soo y Park Se-joon | Han Kyung-soo, Kang Woo-jin, Lee Jung-woo, Choi Min-joon y VioletK | 3:47  |
| 2   |            | "Blue Bird" (Inst.) |                              | Han Kyung-soo, Kang Woo-jin, Lee Jung-woo, Choi Min-joon y VioletK | 3:47  |

### Parte 10
| Año | Intérprete        | Canción                      | Letra                  | Música               | Notas |
| --- | ----------------- | ---------------------------- | ---------------------- | -------------------- | ----- |
| 1   | Sandeul (de B1A4) | "Lonesome Diary" (어른 일기) | Taibian y Park Se-joon | Taibian, Bark y YESY | 3:59  |
| 2   |                   | "Lonesome Diary" (Inst.)     |                        | Taibian, Bark y YESY | 3:59  |

### Parte 11
| Año | Intérprete | Canción               | Letra                   | Música                                | Notas |
| --- | ---------- | --------------------- | ----------------------- | ------------------------------------- | ----- |
| 1   | Wendy      | "Two Words (두 단어)" | Han Joon y Park Se-joon | Han Kyung-soo, Choi Han-sol y VioletK | 3:53  |
| 2   |            | "Two Words" (Inst.)   |                         | Han Kyung-soo, Choi Han-sol y VioletK | 3:53  |

### Parte 12
| Año | Intérprete  | Canción               | Letra                                                 | Música                                     | Notas |
| --- | ----------- | --------------------- | ----------------------------------------------------- | ------------------------------------------ | ----- |
| 1   | Bolbbalgan4 | "Love Letter"         | Misung, Kim Jung-woo (de TOXIC), Yoari y Park Se-joon | Kim Jung-woo, Yoari, Misung y Choi Seul-gi | 3:09  |
| 2   |             | "Love Letter" (Inst.) |                                                       | Kim Jung-woo, Yoari, Misung y Choi Seul-gi | 3:09  |

### Parte 13
| Año | Intérprete          | Canción             | Letra                                   | Música                                     | Notas |
| --- | ------------------- | ------------------- | --------------------------------------- | ------------------------------------------ | ----- |
| 1   | Jamie (Park Ji-min) | "Dream" (상상한 꿈) | Lee Hyun-sang, Dope'Doug y Park Se-joon | Han Kyung-soo, Choi Ji-san y Mats Tärnfors | 3:33  |
| 2   |                     | "Dream" (Inst.)     |                                         | Han Kyung-soo, Choi Ji-san y Mats Tärnfors | 3:33  |

### Parte 14
| Año | Intérprete | Canción                | Letra | Música | Notas |
| --- | ---------- | ---------------------- | ----- | ------ | ----- |
| 1   | Suzy       | "My Dear Love"         | -     | -      | -     |
| 2   |            | "My Dear Love" (Inst.) | -     | -      | -     |

## Premios y nominaciones
| Año  | Categoría                  | Premio                               | Nominado(a) | Resultado |
| ---- | -------------------------- | ------------------------------------ | ----------- | --------- |
| 2021 | Outstanding Korean Actress | 16th Seoul International Drama Award | Suzy        | Ganó      |
| 2021 | Outstanding Korean Drama   | 16th Seoul International Drama Award | Start-Up    | Ganó      |
| 2021 | TikTok Popularity Award    | 57th Baeksang Arts Award             | Kim Seon-ho | Ganó      |
| 2021 | Best Supporting Actor      | 57th Baeksang Arts Award             | Kim Seon-ho | Nominado  |

## Producción
La serie también es conocida como "Sandbox".
Fue dirigida por el director Oh Choong-hwan, quien contó con el apoyo de la guionista Park Hye-ryun.
Las filmaciones comenzaron en mayo del 2020 y la primera lectura del guion fue realizada en marzo del 2020.
El 20 de agosto del 2020 se anunció que había sido uno de los dramas junto a To All the Guys Who Loved Me, Do Do Sol Sol La La Sol, The Probability of Going From Friends to Lovers, Private Life y Run On, que habían detenido las filmaciones para que el elenco y el equipo se sometiera a pruebas debido a la pandemia de COVID-19 como medida de prevención, al anunciarse que la actriz Seo Yi-sook estaba en espera de sus resultados, tras haber estado en contacto con el actor Heo Dong-won, quien confirmó que había dado positivo por COVID-19, luego de que un compañero de la obra "Jjamppong" contagiara a varios miembros. Un día después, el 21 de agosto del mismo año se anunció que Yi-sook había dado negativo para COVID19.
La serie contó con el apoyo de la compañía de producción "HiSTORY D&C".

## Adaptaciones
| Año  | País      | Cadena      | Nombre   |
| ---- | --------- | ----------- | -------- |
| 2022 | Filipinas | GMA Network | Start-Up |